# Route de comté
Une route de comté (county road ou county route en anglais, abrégé CH ou CR) est, aux États-Unis et dans la province canadienne de l'Ontario, une route qui est gérée et entretenue au niveau régional du comté. Ces routes sont généralement numérotées, leur numérotation étant définie au niveau local.

## États-Unis
Les panneaux de route de comté sont habituellement des pentagones jaune-sur-bleu (d'après le motif normé du Manual on Uniform Traffic Control Devices), un rectangle noir-sur-blanc, ou un rectangle noir-sur-blanc (signaux plus anciens). Certains États, comme la Virginie et la North Carolina, n'ont pas de route de comté dans la plupart de leurs comtés; le gouvernement d'État maintien toutes les routes des unincorporated areas. En West Virginia, les routes secondaires maintenues par l’État sont improprement désignées  routes de compé. D'autres États comme le Connecticut, n'ont pas de route de comté en l'absence de gouvernement de comté. En Alaska, l'équivalent des comtés maintient des routes dans des unincorporated areas mais aucune n'est numérotée; en Louisiane les paroisses sont l'équivalent des comtés, et ont des routes de paroisse.
En Californie, il s'agit généralement de grandes artères dans les zones rurales, bien que beaucoup d'entre elles traversent également des zones urbaines. La plupart sont des autoroutes à deux voies, et peuvent accueillir des vitesses élevées et de grands volumes de trafic.
En Ohio, les routes de comté comptent 46 813 kilomètres — soit 24 % des routes publiques de l'État — en avril 2015. La loi de l'Ohio délègue l'entretien et la désignation de ces routes de comté aux conseils des commissaires et aux départements des routes de ses 88 comtés. Chaque comté a des pratiques distinctes en matière de construction, de signalisation et de dénomination des routes relevant de sa juridiction,. 